# Palatinat-Mosbach-Neumarkt

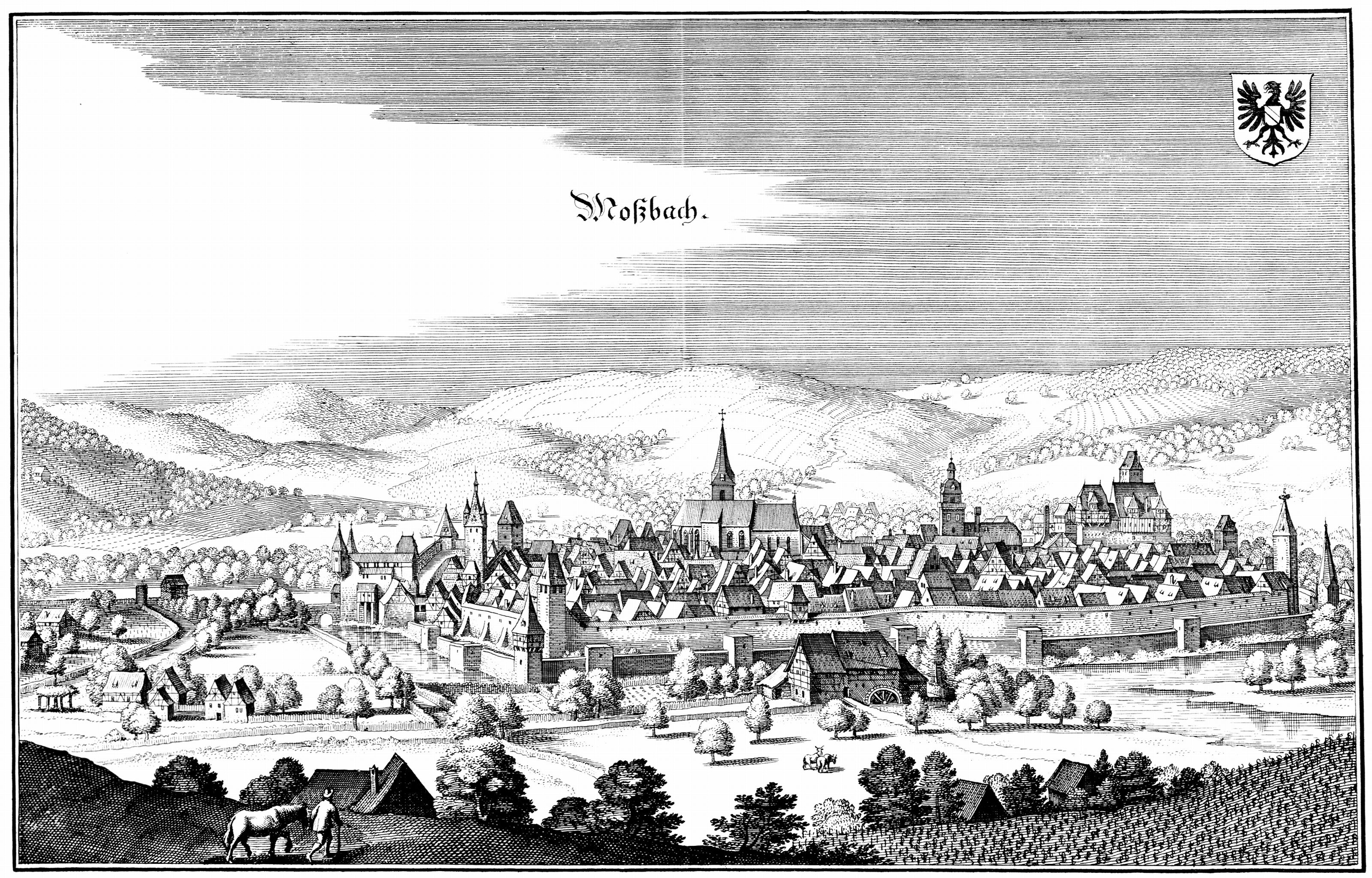
Mosbach, en gravure Merians

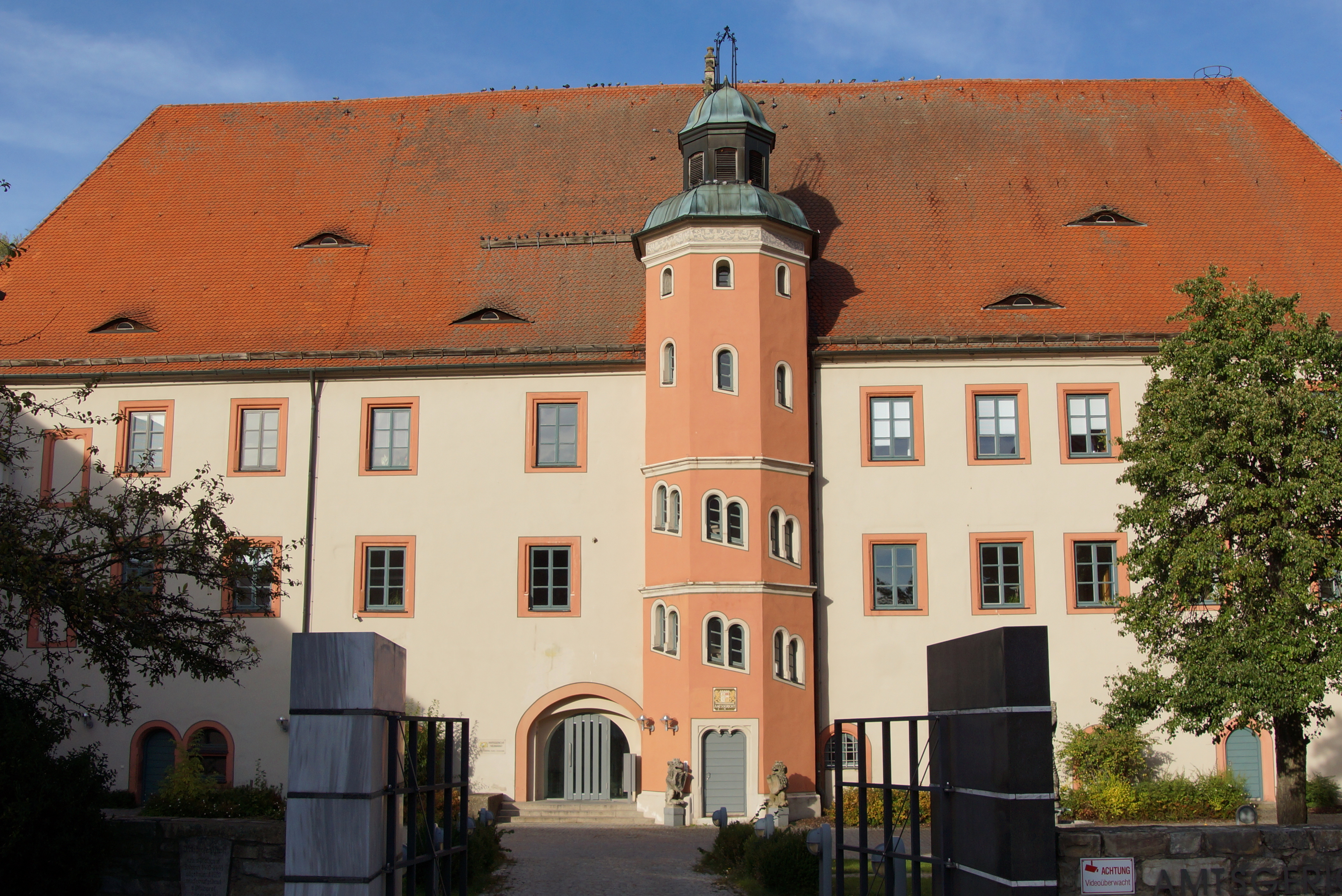
Pfalzgrafenschloss Neumarkt

Le Palatinat-Mosbach-Neumarkt est créé en 1448 par l'union des domaines du Palatinat-Mosbach et du Palatinat-Neumarkt et perdure jusqu'à l'extinction de la lignée Palatinat-Mosbach de la maison de Wittelsbach en 1499. Son territoire se compose d'une région dans l’Odenwald autour de Mosbach et dans le Haut-Palatinat autour de Neumarkt . 
La branche palatine de la maison de Wittelsbach s'est divisée après la mort de Robert III du Palatinat en 1410 en quatre branches, la branche électorale avec la capitale Heidelberg et les branches Palatinat-Neumarkt, Palatinat-Simmern et Palatinat-Mosbach.
La branche Palatinat-Mosbach est fondée par Othon, le plus jeune fils de Robert, qui s'installe à Mosbach. Son mariage avec Jeanne de Bavière a eu neuf enfants. 
Avec l'extinction de la branche Palatinat-Neumarkt en 1448, leur possession passe à la branche Palatinat-Mosbach et Neumarkt est utilisé par le comte palatin Othon comme deuxième ville de résidence. 
Son fils Othon II (1435-1499) lui succède et déplace le siège de gouvernement à Neumarkt. Là-bas, Otto II meurt sans enfant, ce qui éteint la branche Palatinat-Mosbach. Le territoire revient à l'électeur Philippe du Palatinat et est réuni au domaine du Palatinat . 
Les princes de Leiningen prirent, après le recès d'Empire de 1803, notamment, le titre de "comte palatin de Mosbach", mais ne sont pas liés à la branche Palatinat-Mosbach.

## Liste des comtes palatin de Mosbach-Neumarkt
- 1448-1461: Othon (1390-1461), le plus jeune fils de l'électeur Robert III et d'Élisabeth de Nuremberg
- 1461-1499: Othon II, fils du précédent et de Jeanne de Bavière